# Etheostoma boschungi
Etheostoma boschungi е вид лъчеперка от семейство Percidae. Видът е застрашен от изчезване.

## Разпространение
Разпространен е в САЩ (Алабама и Тенеси).